# Pierre Edme Louis Pellier
Pierre Edme Louis Pellier est un peintre français né vers 1777 et mort à Paris le 13 novembre 1848.

## Biographique
Élève de Jean-Baptiste Regnault, il est cité en 1806 dans la Liste générale et complète des notables communaux du département de la Seine, dans les trois arrondissemens de Paris, Franciade et Sceaux. Elections communales de l'an IX, Paris, Chaignieau aîné, 1801, p. 207. 
« Peintre d’histoire et de portraits. Paris, 350 Saint Honoré, élève du baron Regnault. Plusieurs de ses tableaux ont figuré aux diverses expositions du M. R. Entre autres : en 1800, Le portrait d’un enfant. En 1804, Calypso recevant dans son île Télémaque et Mentor. En 1808, Œdipe maudissant son fils, (Gouv.) réexpo. En 1814. En 1810, plusieurs portraits. En 1814, Patrocle remettant Briséis aux hérauts d’armes envoyés par l’ordre d’Agamemon ; Ulysse aux jeux des Phéaciens l’emporte sur eux. En 1817, Un Philoctète. En 1827, François Ier armé chevalier par Bayard. Cet artiste a fait encore un Louis XIV, 12 p. de haut, pour la Bibliothèque du roi, Un Télémaque, grand comme nature, et un autre tab. de chevalet, le premier (M. I.) (Musée de Caen) ; Les portraits en buste du Dauphin et de la Dauphine, (M.I.) (département des Alpes). Cet artiste donne des leçons particulières. »

## Salons
Pellier a exposé épisodiquement aux Salons parisiens de 1800 à 1827. 

## Œuvres dans les collections publiques
- Caen, musée des Beaux-arts : 
  - Calypso recevant dans son île Télémaque et Mentor, 1804, préemption par le musée le 26 novembre 2018[4] ;
  - L'Arrivée de Télémaque dans l'île de Calypso, 1819, envoi de l'État en 1819 (détruit en 1944).
- Angers, musée des Beaux-arts, Œdipe maudissant son fils Polynice, 1809[5].
- Paris, Bibliothèque nationale de France, site Richelieu, Salon Louis XV, Portrait de Louis XIV, copie d'après Hyacinthe Rigaud[6].
- Rennes, musée des Beaux-arts, Portrait du général Bigarré, 1818, don de Marie de La Thébaudière.

Œuvres de Pierre-Edme-Louis Pellier
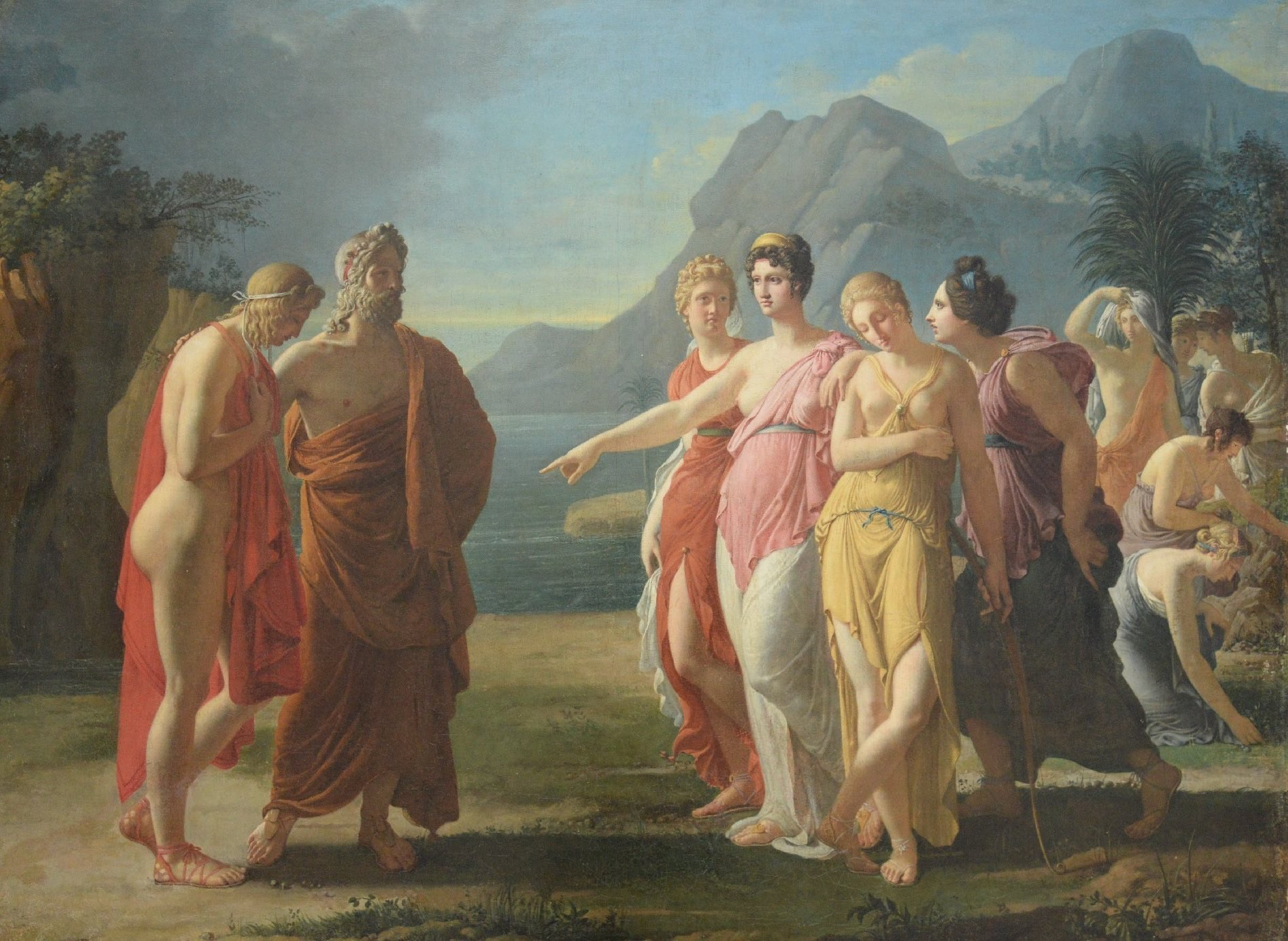
Calypso recevant dans son île Télémaque et Mentor, 1804 (musée des Beaux-Arts de Caen)
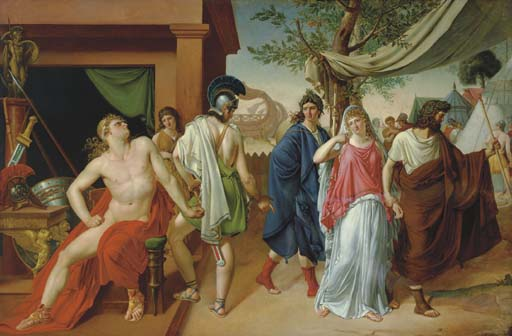
Patrocle remet Briséis aux hérauts d’armes envoyés par l’ordre d’Agamemnon, 1814, collection privée
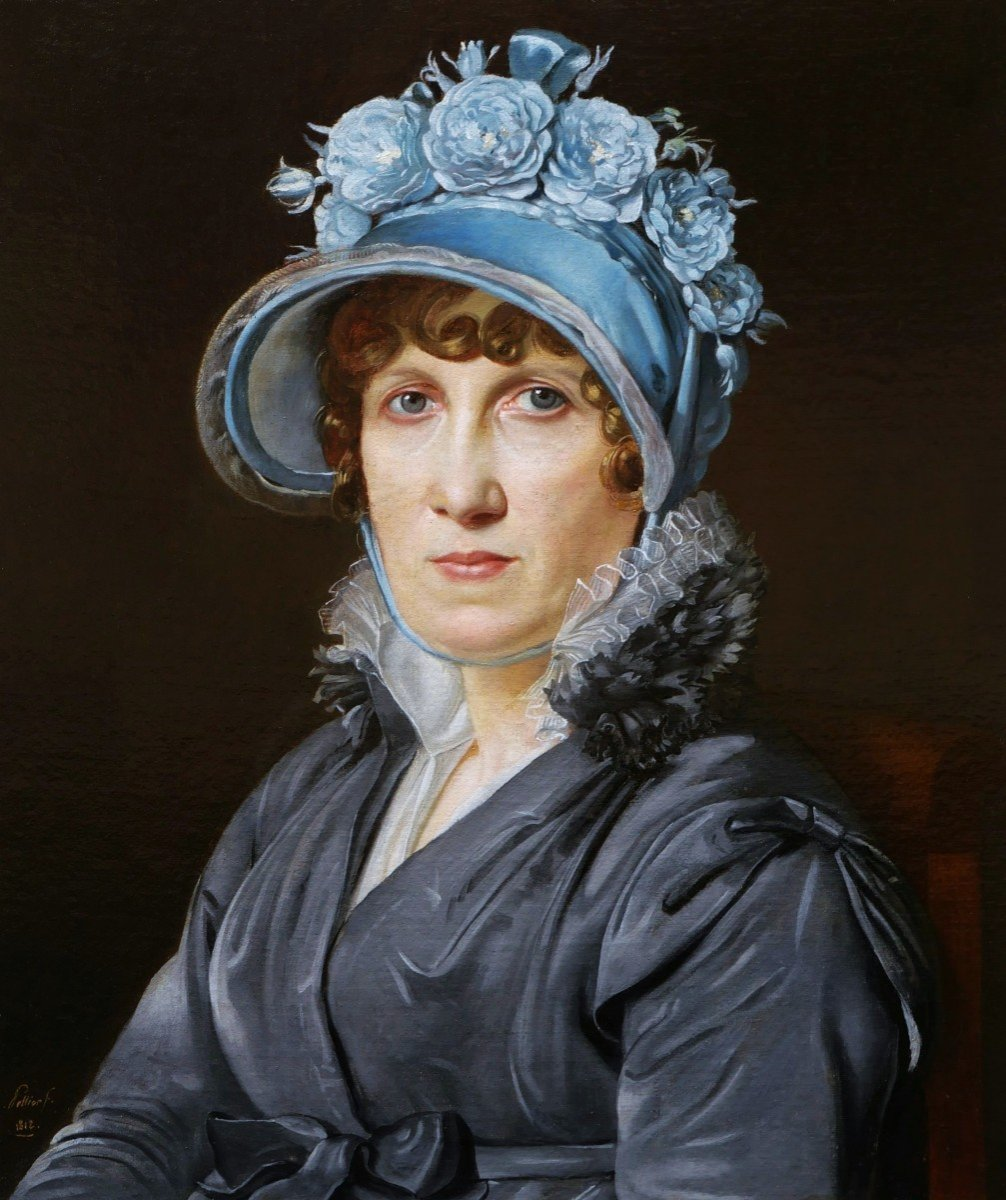
Portrait de femme, 1812